# 1936 у кіно

## Події
- 9 січня — актор німого кіно Джон Гілберт, найбільш відомий своїми появами в таких фільмах, як «Весела вдова» та «Великий парад», раптово помирає від серцевого нападу у своєму будинку в Бел-Ейр у віці 38 років.
- 15 лютого — на екрани виходить перший серіал компанії Republic Pictures «Найтемніша Африка».
- 29 травня — у прокат вийшов перший голлівудський фільм Фріца Ленга «Лють» зі Спенсером Трейсі та Брюсом Кеботом у головних ролях.
- 14 вересня — кінопродюсер Ірвінг Талберг, якого багато хто називав «чудом-хлопчиком Голлівуду», помер від пневмонії у своєму будинку в Санта-Моніці у віці 37 років.

## Фільми
- Даріко
- Наталка Полтавка
- Цирк

## Персоналії

### Народилися
- 18 січня — Заботкіна Ольга Леонідівна, радянська балерина та акторка.
- 22 січня — Жульєт Майнієль, французька кіноакторка нової хвилі (пом. 2023).
- 24 січня — Філіппов Роман Сергійович, радянський актор театру і кіно.
- 4 лютого — Зав'ялова Олександра Семенівна, радянська, російська акторка театру і кіно.
- 19 лютого — Жан-Габріель Альбікокко, французький кінорежисер нової хвилі.
- 27 лютого — Гілевич Фелікс Ілліч, український актор, кінооператор.
- 2 березня — Саввіна Ія Сергіївна, радянська і російська акторка театру та кіно.
- 5 березня — Дін Стоквелл, американський актор.
- 31 березня — Будкевич Інга Миколаївна, радянська і російська акторка театру і кіно.
- 9 квітня — Романов Ернст Іванович, радянський і російський актор.
- 22 квітня — Меняльщіков Саїд Джиганович, художник, художник-постановник ігрового кіно.
- 9 травня — Іллєнко Юрій Герасимович, український кінооператор, кінорежисер та сценарист.
- 11 травня — Кряченко Таїса Миколаївна, радянський, український режисер монтажу.
- 12 травня — Пашковська Юлія Максимівна, українська радянська естрадна співачка та акторка.
- 29 травня — Овчинников В'ячеслав Олександрович, радянський і російський композитор, диригент.
- 4 червня — Брюс Дерн, американський актор.
- 15 червня:
  - Клод Брассер, французький актор.
  - Ячмінський Володимир Дмитрович, український актор, співак (тенор).
  - Державін Михайло Михайлович, радянський, російський актор театру і кіно.
- 17 червня — Генрі Волтголл, американський кіноактор.
- 24 червня:
  - Юрченко Борис Олександрович, радянський кіноактор.
  - Пол Лоуренс Сміт , американський та ізраїльський актор.
- 25 червня — Осипов Альберт Никанорович, радянський і український кінооператор та кінорежисер.
- 7 серпня — Ісаков Валерій Трохимович, радянський і російський кінорежисер, кіноактор.
- 17 серпня — Лавров Олександр Іванович, радянський і український художник-мультиплікатор.
- 1 вересня — Мерзликін Микола Іванович, радянський, український актор та режисер.
- 6 вересня — Вірна Лізі, італійська кіноакторка (пом. 2014).
- 16 вересня — Кокшенов Михайло Михайлович, радянський і російський актор, кінорежисер та сценарист.
- 22 вересня — Арт Метрано, американський актор і комік.
- 23 вересня — Радзинський Едвард Станіславович, російський письменник, драматург, телеведучий та сценарист.
- 29 вересня — Демидова Алла Сергіївна, радянська та російська акторка театру і кіно.
- 1 жовтня — Нілов Геннадій Петрович, радянський і російський актор.
- 8 жовтня:
  - Куравльов Леонід В'ячеславович, російський актор.
  - Рохеліо Герра, мексиканський актор театру і кіно, а також майстер дубляжу.
- 9 жовтня — Кеосаян Едмонд Гарегінович, вірменський радянський кінорежисер і сценарист.
- 28 жовтня — Джо Спінелл, американський актор.
- 6 листопада — Жак Шарр'є, французький актор і кінопродюсер.
- 7 листопада — Микола Вінграновський, український письменник-шістдесятник, режисер, актор, сценарист та поет.
- 8 листопада — Срібницька Юна Федорівна, радянський, український режисер монтажу художньої мультиплікації.
- 11 листопада — Ізотов Едуард Костянтинович, радянський актор театру і кіно.
- 19 листопада — Любіша Самарджич, югославський актор та режисер.
- 9 грудня — Тягнієнко Михайло Іванович, український театральний і кіноактор.
- 11 грудня — Юдін Михайло Лазарович, український режисер.
- 17 грудня — Сапанович Алла Василівна, радянський, український художник по костюмах.
- 27 грудня — Розстальний Віталій Григорович, український актор.
- 29 грудня — Марцевич Едуард Євгенович, радянський і російський актор театру і кіно.

### Померли
- 9 січня — Джон Гілберт, американський актор часів німого кіно.
- 17 червня — Генрі Волтголл, американський кіноактор.
- 24 червня — Еліс Девенпорт, американська кіноакторка епохи німого кіно.
- 16 липня — Алан Кросленд, американський театральний актор і режисер.
- 14 вересня — Ірвінг Грант Тальберг, голлівудський продюсер.
- 17 жовтня — Сюзанна Б'янкетті, французька акторка німого кіно.